# Phấn rôm

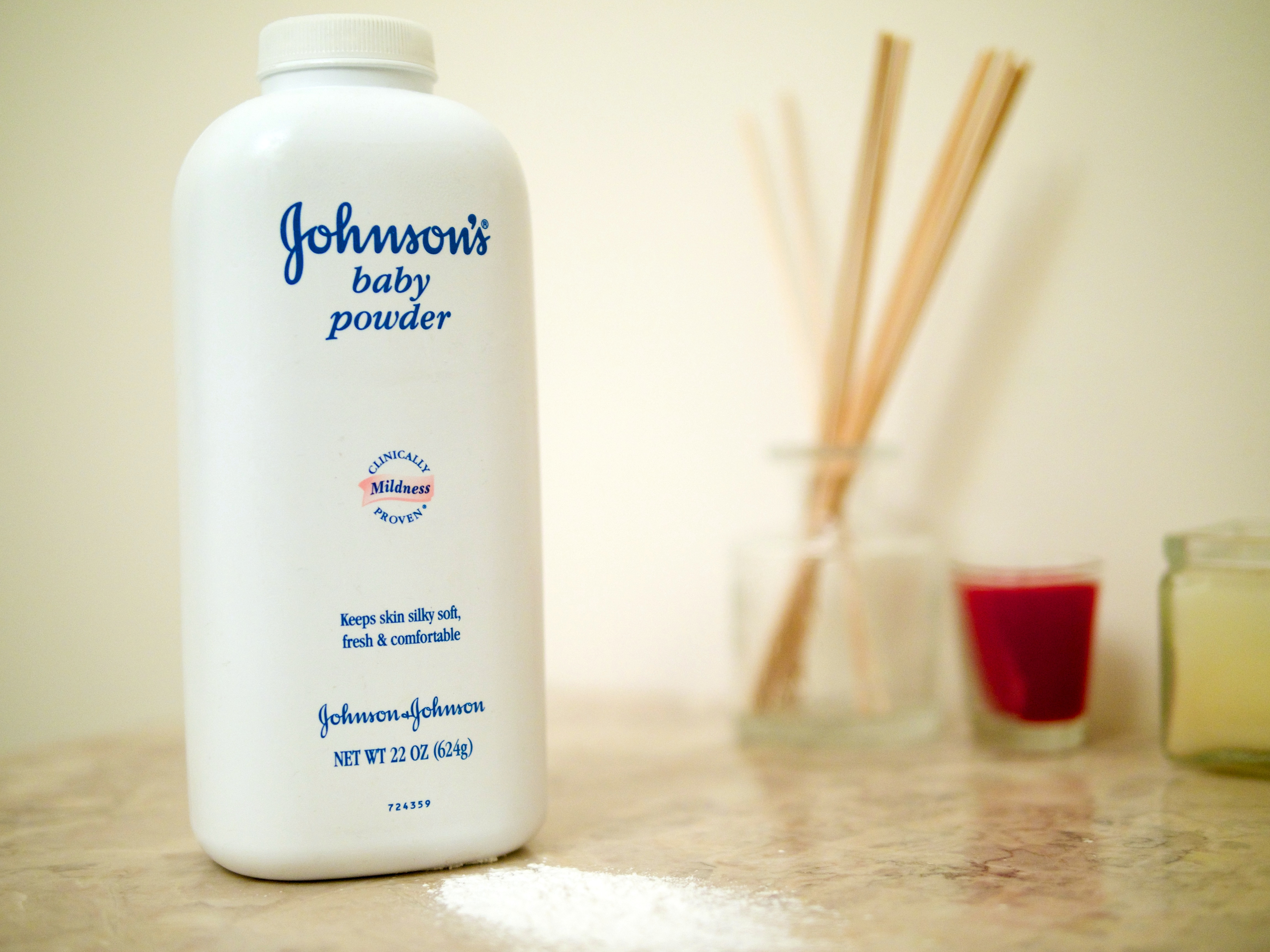
Phấn rôm của Johnson & Johnson

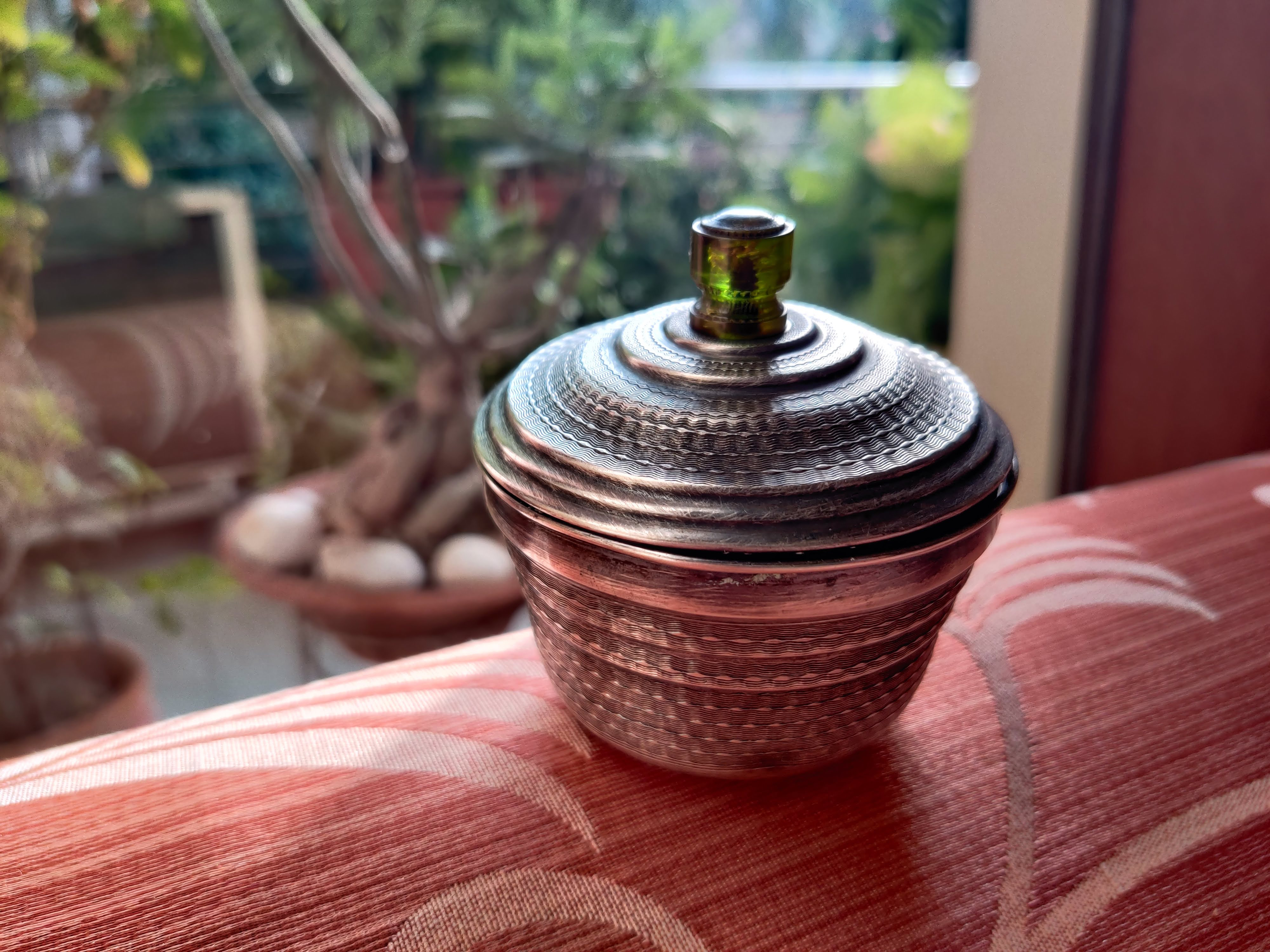
Hộp bạc kiểu truyền thống đựng phấn kèm miếng mút ở Nam Ấn

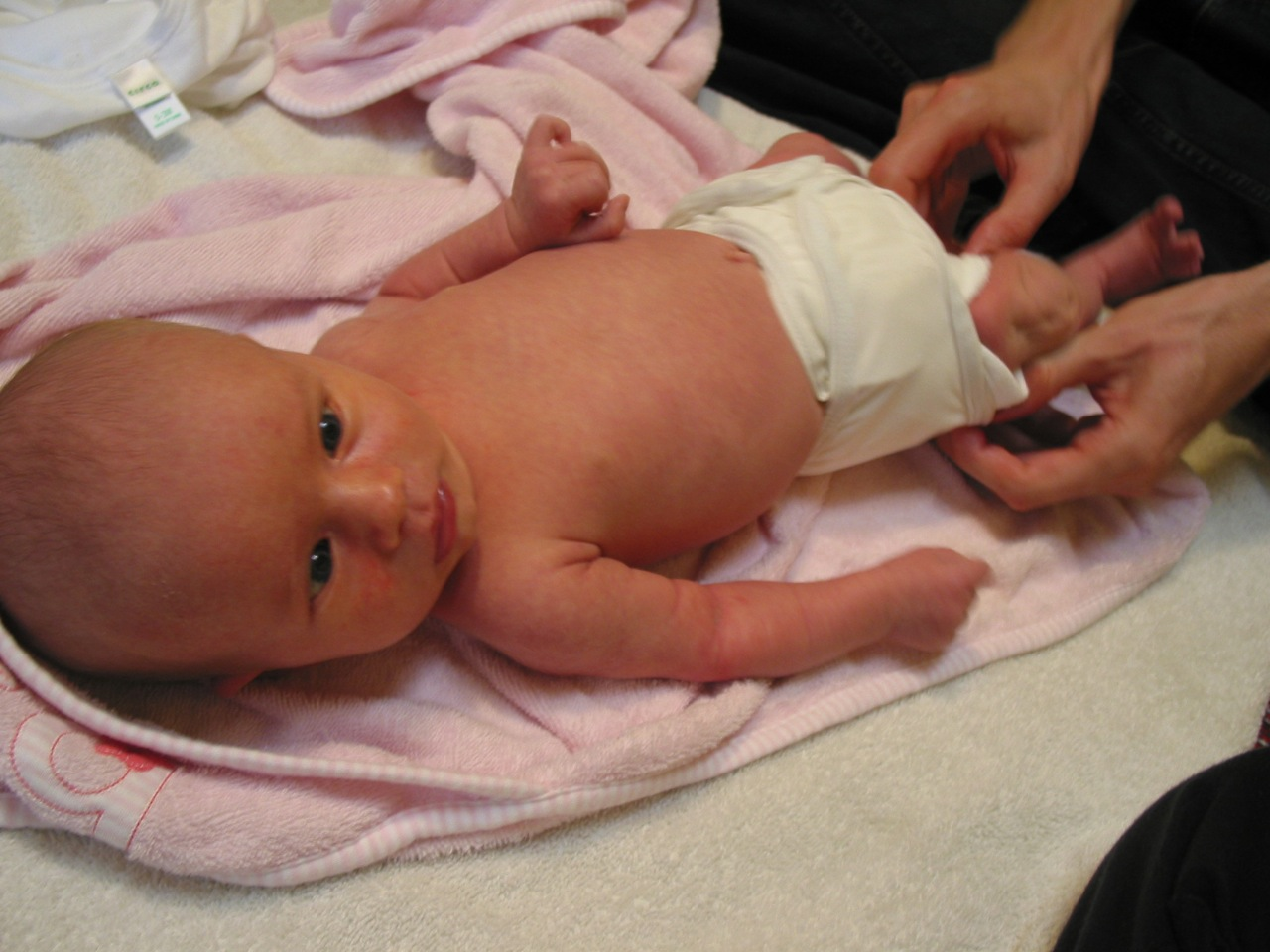
Dùng phấn rôm sau khi thay tã hoặc tắm cho trẻ

Phấn rôm (tiếng Anh: baby powder) là một loại phấn vệ sinh dạng bột mịn dành cho trẻ nhỏ, có tác dụng làm săn da, tránh tình trạng hăm tã. Phấn có thành phần chính là bột talc hoặc tinh bột ngô kèm huơng nước hoa. Ngoài sử dụng cho trẻ em, phấn cũng được dùng trong ngành mỹ phẩm, làm dầu gội đầu khô hoặc chất tẩy, xịt phòng.

## Sức khỏe
Phấn rôm có thành phần là khoáng vật talc nghiền nhỏ, hít phải chất này với một lượng nhất định có thể gây viêm phổi, nặng hơn có thể gây bệnh hô hấp mãn tính và tử vong.
Một số nghiên cứu đã chỉ ra liên hệ giữa việc bôi bột talc lên tầng sinh môn và ung thư buồng trứng, tuy nhiên hiện vẫn chưa đi đến kết luận cuối cùng. Năm 2016, hơn 1.000 phụ nữ ở Mỹ đã gửi đơn kiện hãng Johnson & Johnson vì che giấu nguy cơ bị ung thư liên quan đến phấn rôm. Công ty sau đó dừng bán các sản phẩm làm từ bột talc ở Mỹ và Canada vào năm 2020 và cho biết sẽ dừng trên toàn thế giới trong năm 2023, cũng như thay thế thành phần bằng tinh bột ngô. Mặc dù vậy, Johnson & Johnson vẫn khẳng định phấn bột talc là an toàn và không chứa amiăng.